# Re Lear
Re Lear (King Lear) è una tragedia in cinque atti, in versi e prosa, scritta nel 1605-1606 da William Shakespeare.
La storia che ne fornisce l'intreccio principale affonda le radici nell'antica mitologia britannica. È un dramma a quadruplo intreccio (schema presente in molte opere dello stesso autore), nel quale la trama secondaria contribuisce a far risaltare e a commentare i vari momenti dell'azione principale.

## Trama
(Re Lear; Atto III scena II)
Il dramma comincia con la decisione di re Lear di abdicare e dividere il suo regno fra le tre figlie Goneril, Regan e Cordelia. Le prime due sono già sposate, mentre Cordelia ha molti pretendenti, essendo anche la figlia preferita dal padre. In un eccesso di vanità senile, il re propone una gara nella quale ogni figlia riceverà dei territori in proporzione all'amore verso il padre che saprà dimostrare con le sue parole, ma Cordelia si rifiuta di gareggiare con l'adulazione delle sorelle maggiori, poiché è convinta che i suoi veri sentimenti sarebbero immiseriti dall'adulazione rivolta al proprio vantaggio. Per ripicca, Lear divide la quota del regno che le spetterebbe fra Goneril e Regan e mette al bando Cordelia. Il re di Francia decide però di sposarla, benché diseredata, poiché apprezza la sua sincerità, o forse perché vuole un casus belli per una successiva invasione dell'Inghilterra.
Poco dopo aver abdicato, Lear scopre che i sentimenti di Goneril e Regan verso di lui si sono raffreddati, e ne nascono discussioni. Il conte di Kent, che ha preso le difese di Cordelia ed è stato messo al bando, ritorna travestito da Caio, un servo che vuole proteggere il re al quale resta fedele. Nel frattempo, Goneril e Regan litigano a causa della loro attrazione per Edmund, figlio illegittimo del conte di Gloucester, e sono costrette ad affrontare un esercito francese, guidato da Cordelia, mandato a ricollocare sul trono Lear, e ne consegue una guerra devastante.
La trama secondaria coinvolge il conte di Gloucester e i suoi due figli Edgar ed Edmund. Mentre corteggia Goneril e Regan, Edmund inventa racconti calunniosi sul fratellastro legittimo Edgar, il quale è costretto all'esilio e a fingersi Tom, il pazzo di Bedlam, proverbiale pazzo di quel tempo. Il conte di Gloucester, che fa condurre Lear a Dover dalla sola figlia fedele, è catturato dagli scagnozzi del duca di Cornovaglia, marito di Regan, e da lui torturato ma è salvato da alcuni servi di quest'ultimo che accusano il duca di aver trattato ingiustamente Lear. Ferito da un servo (che viene ucciso da Regan), il duca abbandona il conte di Gloucester nella tempesta dopo averlo accecato, affinché riesca solo a "fiutare la strada per Dover", ma poco dopo muore per la ferita riportata. Nella scena della tempesta Lear esclama che è "più un uomo contro il quale si pecca che un peccatore".

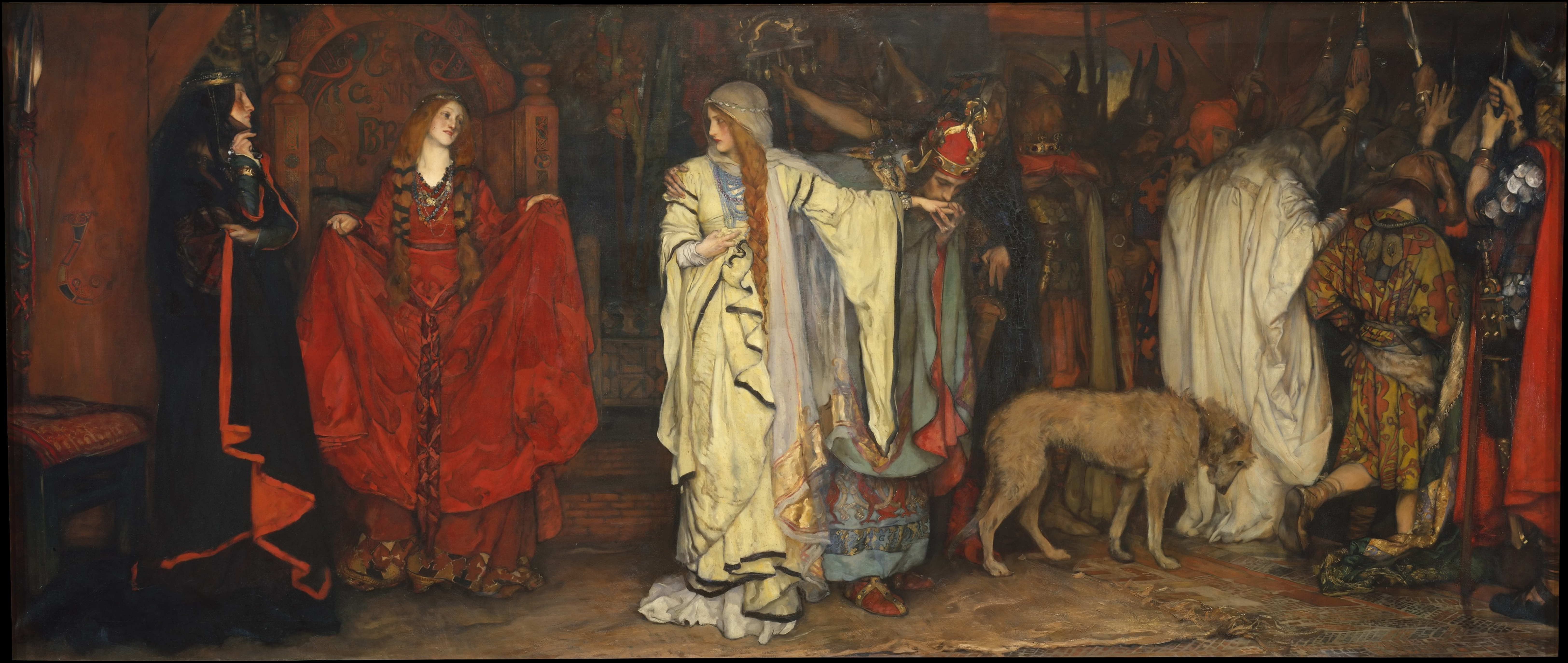
Re Lear: L'addio di Cordelia di Edwin Austin Abbey

Ancora travestito da pazzo vagabondo, Edgar scopre il conte di Gloucester abbandonato nella tempesta. Non riconoscendo la voce del figlio, che è turbato dall'incontro col padre cieco, il conte gli chiede la strada per Dover, e Edgar risponde che lo guiderà lui. In seguito, il conte di Gloucester tenta di uccidersi gettandosi da una roccia, ma il figlio Edgar lo salva con l'inganno.
Nel frattempo a Dover, il re Lear si aggira farneticando che tutto il mondo è corrotto ed è contro di lui, ma poi rivede Cordelia e i due si rappacificano poco prima della battaglia tra Britannia e Francia. Dopo la sconfitta dei francesi, fatto prigioniero con la figlia, Lear pensa con gioia alla prospettiva di vivere in prigione insieme a lei, ma Edmund ordina che essi siano condannati a morte.
Il duca di Albany accusa e fa arrestare Edmund insieme alla moglie Goneril con l'accusa di tradimento, e lo sfida a duello, dove appare Edgar in armi ma ancora travestito che si scontra con Edmund e lo ferisce a morte; a questa vista, Goneril, che per gelosia ha già avvelenato Regan, si uccide. Edgar rivela a Edmund la propria identità e lo informa che il conte di Gloucester è appena deceduto; nell'apprendere questo e le morti di Goneril e Regan, Edmund riferisce di aver disposto l'uccisione di Lear e Cordelia e dà ordine che l'esecuzione sia sospesa, forse il suo unico gesto di bontà in tutto il dramma, ma l'ordine arriva troppo tardi: Lear appare sulla scena portando fra le braccia il cadavere di Cordelia, dopo aver ucciso il servo che l'ha impiccata, poi muore anch'egli di dolore.
Oltre alla trama secondaria che riguarda il conte di Gloucester e i suoi figli, la principale innovazione introdotta da Shakespeare nella vicenda è la morte di Cordelia e di Lear nel finale. Nei secoli XVIII e XIX, questa conclusione tragica ricevette molte critiche, e furono scritte e rappresentate versioni alternative, in cui i personaggi principali si salvavano dalla morte e Cordelia sposava Edgar.

## Origini

### Fonti

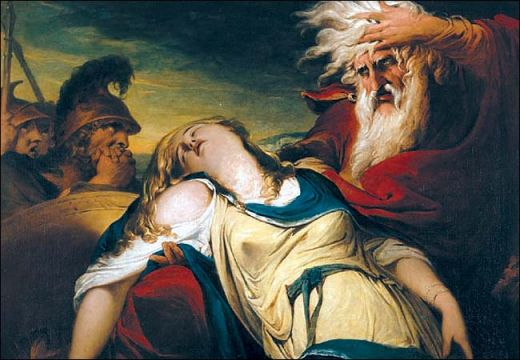
Re Lear compiange la morte di Cordelia, dipinto di James Barry, 1786-1788.

- Re Lear (originariamente Leir) fu un re della Britannia vissuto nell'VIII secolo a.C., in un periodo poco precedente alla fondazione di Roma. La fonte è costituita dalla Historia Regum Britanniae (ca. 1130) di Goffredo di Monmouth.
- La fonte storica abituale di Shakespeare, "The Second Booke of the Historie of England" (1577, Raphael Holinshed) riportava la storia di re Lear, ma poteva trovarsi anche in "The Mirror of Magistrates" (nella sezione aggiunta nel 1577 da John Higgins), nel poema "The Faerie Queene" (1596) di Edmund Spenser, precisamente nel canto X, libro II; oppure nel dramma anonimo pubblicato nel 1605 (ma rappresentato prima) "The True Chronicle Historie of king Leir".
- King Llyr era un Re semi-leggendario che regnò in Cornovaglia e Devon nell'Inghilterra di oggi. Secondo la Historia Britonum, Llyr potrebbe essere stato portato come prigioniero a Roma, e questa leggenda tradizionale potrebbe essere l'origine del dramma di Shakespeare.
- Lear potrebbe anche essere Lir, un dio del mare nella mitologia celtica; tra i figli di Lir ci sono Brân il Benedetto e Mannanan, il creatore dell'Isola di Man.

Una delle fonti di Shakespeare era un dramma precedente, King Leir. In questo dramma Cordelia e il Re di Francia servono Leir travestiti da contadini. Tuttavia, l'antica leggenda popolare di Lear era esistita in molte versioni precedenti a questa, ed è possibile che Shakespeare ne fosse a conoscenza.
Si ritiene che la fonte più importante di Shakespeare sia stata la seconda edizione di The Chronicles of England, Scotlande, and Irelande di Raphael Holinshed, pubblicata nel 1587. Lo stesso Holinshed trovò il racconto nella più antica Historia Regum Britanniae di Goffredo di Monmouth, scritta nel secolo XII.
Il nome di Cordelia fu probabilmente tratto da La regina delle fate di Edmund Spenser, pubblicata nel 1590. Anche la Cordelia di Spenser muore impiccata, come nel "Re Lear".
Per quanto invece riguarda l'intreccio secondario di Gloucester, la fonte principale è il capitolo X, libro II di Arcadia (1590) di Sir Philip Sidney (di cui è possibile sia stato usato anche il capitolo XV, sempre del libro II)
Altre fonti probabili sono:
- A Mirror for Magistrates (1574), di John Higgins
- The Malcontent (1604), di John Marston
- The London Prodigal (1605)
- Arcadia (1580-1590), di Philip Sidney, da cui Shakespeare trasse l'impronta generale della trama secondaria di Gloucester
- i Saggi di Michel de Montaigne, tradotti in inglese da Giovanni Florio nel 1603
- An Historical Description of Iland of Britaine, di William Harrison
- Remaines Concerning Britaine, di William Camden (1606)
- Albion's England, di William Warner, (1589)
- A Declaration of egregious Popish Impostures, di Samuel Harsnett (1603), che fornì alcune delle espressioni usate da Edgar quando si finge pazzo.

### Revisioni
Il testo moderno del Re Lear deriva da tre fonti: due edizioni in quarto (Q) pubblicate rispettivamente nel 1608 e nel 1619 e la prima versione in folio (F) del 1623.

Vi sono differenze significative tra le due versioni, in quanto Q contiene 285 righe di testo che non sono presenti in F, mentre F contiene 100 righe di testo che non appaiono in Q.

I primi editori, ad iniziare da Alexander Pope, scelsero semplicemente di combinare i diversi testi, il che produsse un'opera teatrale piuttosto lunga per gli standard del tempo.

Nel 1931 Madeleine Doran suggerì tuttavia che i due testi provenissero da fonti diverse e che le differenze tra di loro non dovevano essere sottovalutate. Tale argomento, tuttavia, non divenne oggetto di discussione fino agli anni Settanta, quando Michael Warren e Gary Taylor sostennero la tesi che Q derivasse dagli scritti originali di Shakespeare, mentre F derivava da una versione per il palcoscenico preparata da Shakespeare o da qualcun altro.
In breve: Q sarebbe l'originale dell'autore, mentre F sarebbe una riduzione teatrale.
Oggi sia il testo tradizionale sia i testi separati dell'in quarto e dell'in folio sono diventati oggetto di pubblicazione.

## Commento

### La leggenda del re Lear
Lear era un sovrano leggendario della Britannia, benché sia ovvio che la sua vicenda faccia parte del patrimonio folcloristico delle più svariate culture.

Il Lear "storico" sarebbe vissuto poco prima del tempo della fondazione di Roma, ossia nell'VIII secolo a.C.; secondo l'Historia regum Britanniae di Goffredo di Monmouth, Lear, approssimandosi la vecchiaia, aveva deciso di dividere la Britannia fra le sue tre figlie e i mariti che egli avrebbe loro assegnati, pur mantenendo l'autorità regale.
Quando chiede loro di dichiarare l'affetto che gli portano, Cordelia, la figlia minore, disgustata dalla sfacciata adulazione delle sorelle Goneril e Regan, gli risponde che il suo affetto è quello dovuto da ogni figlia a ogni padre.
Lear adirato la disereda, mentre consegna metà del suo regno a ciascuna delle sorelle di Cordelia ed ai rispettivi mariti (Duca d'Albany e Duca di Cornovaglia).
Poco dopo il Re di Francia, e cioè di un terzo della Gallia, avendo avuto notizia della bellezza di Cordelia, la prende in sposa, rinunciando alla dote e la porta con sé. Molto tempo dopo, i due governatori insorgono contro Lear e lo depongono; egli si reca allora presso la figlia in Gallia, dove viene bene accolto.
Il Re di Francia raduna un esercito e conquista l'intera Britannia, restaurando Lear sul suo trono. Dopo altri tre anni, però, in seguito alla morte sia di Lear che del Re di Francia, Cordelia rimane sola regina di Britannia. Passano altri cinque anni di pacifico governo, allorché il figlio del Duca di Albany e il figlio del Duca di Cornovaglia si ribellano a Cordelia e, dopo una lunga guerra, la fanno prigioniera. La regina viene impiccata in carcere per fare passare la sua morte come suicidio.

### La tragedia di Shakespeare
Re Lear è generalmente considerato una delle migliori tragedie di William Shakespeare. Si crede che sia stato scritto nel 1605 ed è basato sulla leggenda di Leir, un re della Britannia prima che questa diventasse parte dell'Impero romano. La sua storia era già stata narrata in cronache, poemi e sermoni, così come sul palco, quando Shakespeare intraprese il compito di raccontarla di nuovo.
Dopo la Restaurazione inglese la tragedia fu spesso modificata da professionisti del teatro che non amavano il suo sapore nichilista, ma, dalla seconda guerra mondiale, ha cominciato ad essere considerato uno dei più grandi successi di Shakespeare. Il ruolo di Re Lear è stato recitato da molti grandi attori, ma generalmente è considerato una parte che può essere recitata solo da coloro che hanno raggiunto un'età avanzata.
All'interno dell'opera, Shakespeare intreccia due storie. La prima riguarda un analogo fatto realmente accaduto: le due figlie maggiori di Sir Brian Annesley tentarono di interdire il padre in modo da poter accedere ai suoi possedimenti e la sorella minore, Cordell, intervenne al fine di scongiurare il piano delle due donne. Per quanto riguarda la vicenda di Gloucester, Shakespeare attinge direttamente da Arcadia, famosa opera di Sidney, per sviluppare il tema dei due fratellastri.

### Personaggi
- Re Lear è il sovrano della Britannia. È una figura patriarcale che l'errato giudizio sulle figlie porta verso la caduta.
- Goneril è la maggiore delle due figlie traditrici di Lear, sposa del Duca di Albany.
- Regan è la minore delle due figlie traditrici di Lear, sposa del Duca di Cornovaglia.
- Cordelia (poss. "cuor di leone"[3]) è la più giovane delle tre figlie di Lear.
- Il Duca di Albany[4] è il marito di Gonerilla. Gonerilla lo dileggia per la sua "gentilezza lattiginosa". Si rivolta contro la moglie verso la fine della tragedia.
- Il Duca di Cornovaglia[4] è il marito di Regana. Egli ha fatto mettere in ceppi il Conte di Kent, lascia Lear fuori nella brughiera durante una tempesta, e cava gli occhi di Gloucester. Dopo la sua aggressione a Gloucester, uno dei suoi servi lo assale e lo ferisce a morte.
- Il Conte di Gloucester[4] è il padre di Edgardo e del figlio illegittimo Edmondo. Edmondo lo inganna a danno di Edgardo, e Edgardo fugge, assumendo la fittizia identità dello svampito Tom di Bedlam.
- Il Conte di Kent[4] è sempre fedele a Lear ma viene esiliato dal re per le sue proteste contro il modo in cui Lear ha trattato Cordelia. Egli si traveste e si pone al servizio del re senza fargli conoscere la sua vera identità.
- Edmondo è il figlio illegittimo di Gloucester. Egli si allea con Goneril e Regan per realizzare le sue ambizioni, e i tre formano un triangolo amoroso.
- Edgardo è il figlio legittimo del Conte di Gloucester. Travestito da Tom di Bedlam, aiuta il proprio padre cieco. Alla fine del dramma, sale al trono.
- Osvaldo è il servo di Goneril e viene descritto come "un cattivo servizievole". Prova a uccidere Gloucester, ma viene invece ucciso da Edgardo.
- Il Matto è un giullare fedele a Lear e a Cordelia, anche se le sue relazioni con entrambi sono abbastanza complesse. Benché senta la mancanza di Cordelia, non li vediamo mai insieme. Ha un rapporto privilegiato con Lear: nessun altro potrebbe permettersi di trattare il Re come fa il Matto. Quando Lear comincia a riflettere sui sentimenti degli altri e gli effetti delle sue azioni, pensa prima di tutto di aiutare il Matto.

## Rappresentazioni e adattamenti
A partire dagli anni Cinquanta, ci sono stati diversi adattamenti di Re Lear

### Narrativa
- Il romanzo La casa delle tre sorelle (A Thousand Acres) di Jane Smiley, ambientato in una fattoria dello Iowa, tenta di spiegare le ragioni dell'odio delle due sorelle maggiori nei confronti del padre.
- L'opera teatrale Lear di Edward Bond
- Il romanzo Fool di Christopher Moore racconta la storia del Re Lear dal punto di vista del buffone di corte.
- Il racconto Re Lear della steppa (in russo Степной Король Лир?, Stepnoj Korol' Lir) di Ivan Sergeevič Turgenev del 1870[5].

### Opera lirica
- Il melodramma in quattro atti di Giuseppe Verdi (incompiuto, 1850) su libretto di Antonio Somma (iniziato da Salvadore Cammarano) e quello di Antonio Cagnoni su libretto di Antonio Ghislanzoni rappresentato postumo nel 2009 a Martina Franca.[6]

### Rappresentazioni teatrali
- 1972 - Re Lear. Traduzione di Angelo Dallagiacoma e Luigi Lunari. Regia di Giorgio Strehler. Scene: Ezio Frigerio. Musiche: Fiorenzo Carpi. Piccolo Teatro di Milano
- 1984 - Re Lear. Traduzione di Dario Del Corno. Riduzione e adattamento di Dario Del Corno e Glauco Mauri. Regia di Glauco Mauri. Scene: Mauro Carosi. Musiche: Sergio Liberovici. Costumi: Odette Nicoletti. Ferrara, Teatro Comunale
- 1985 - King Lear. Studi e variazioni. Traduzione di Angelo Dallagiacoma. Regia, scene, costumi e ideazione luci di Leo de Berardinis. Luci: Maurizio Viani. Bologna, Teatro Testoni/InterAction
- 1985 - Paola Borboni è Re Lear. Traduzione di Alessandro Serpieri. Regia di Gino Zampieri. Taormina, Teatro Romano
- 1995 - Re Lear. Traduzione di Cesare Garboli. Regia di Luca Ronconi. Scene: Gae Aulenti. Costumi: Rudy Sabounghi. Luci: Sergio Rossi. Suono: Hubert Westkemper. Roma, Teatro Argentina
- 1996 - King Lear n. 1 di Leo de Berardinis da William Shakespeare. Traduzione di Agostino Lombardo. Regia, ideazione luci, spazio scenico e colonna sonora di Leo de Berardinis. Luci: Maurizio Viani. Maschere e strutture sceniche: Stefano Perocco di Meduna. Urbino, Teatro Raffaello Sanzio
- 2018 - Re Lear. Traduzione di Cesare Garboli. Regia e adattamento di Giorgio Barberio Corsetti. Torino, Teatro Carignano
- 2018 - Lear, schiavo d'amore. Riscrittura di Marco Isidori dal Re Lear di William Shakespeare. Torino, Teatro Gobetti
- 2024 - Re Lear. Traduzione di Angelo Dallagiacoma e Luigi Lunari. Regia di Gabriele Lavia. Fondazione Teatro di Roma

### Trasposizioni cinematografiche
- 1909 - King Lear diretto da James Stuart Blackton, William V. Ranous con William V. Ranous nella parte di Lear.
- 1915 - La scelta di Maggie di Harold Brighouse, una versione comica dell'opera, ambientata a Manchester intorno al 1880.
- 1953 - King Lear diretto da Andrew McCullough con Orson Welles nella parte di Lear.
- 1954 - Hobson il tiranno, diretto da David Lean, un riadattamento da La scelta di Maggie di Harold Brighouse.
- 1971 - Re Lear diretto da Grigorij Michajlovič Kozincev, con Jüri Järvet nella parte di Lear, e musiche di Dmitrij Dmitrievič Šostakovič. È considerato da alcuni critici uno dei migliori riadattamenti della tragedia.
- 1971 - Re Lear, diretto da Peter Brook con Paul Scofield nella parte di Lear, Alan Webb nella parte del Duca di Gloucester, Irene Worth nella parte di Goneril, Susan Engel nella parte di Regan, Anne-Lise Gabold nella parte di Cordelia, Jack MacGowran nella parte del Buffone. Il film è fedelissimo al testo, di cui riprende integralmente i medesimi dialoghi e le battute dei personaggi.
- 1974 - King Lear, film per la televisione diretto da Edwin Sherin.
- 1982 - King Lear, film per la televisione diretto da Jonathan Miller con Michael Hordern nella parte di Lear, molto fedele al testo.
- 1983 - Re Lear, diretto da Michael Elliott con Laurence Olivier nella parte di Lear. Il film inizia e termina a Stonehenge. Tra gli interpreti, si ricordano Diana Rigg nella parte di Regan, John Hurt nella parte del Buffone e Robert Lindsay nella parte di Edmund.
- 1985 - Ran, diretto da Akira Kurosawa.
- 1987 - Re Lear, diretto da Jean-Luc Godard, versione dell'opera ambientata in un mondo post-apocalittico, con Burgess Meredith nella parte del gangster Don Learo e Molly Ringwald nella parte di Cordelia.
- 1997 - Segreti, diretto da Jocelyn Moorhouse, con Jason Robards, Jennifer Jason Leigh, Jessica Lange, Michelle Pfeiffer, and Colin Firth. Adattamento dal romanzo di Jane Smiley La casa delle tre sorelle.
- 1997 - King Lear, film per la televisione diretto da Richard Eyre, con Sir Ian Holm.
- 1999 - King Lear, film diretto da Brian Blessed con lo stesso Brian Blessed nella parte di re Lear.
- 2001 - My Kingdom con Richard Harris e Lynn Redgrave. Una versione moderna ambientata nei quartieri malfamati.
- 2002 - King of Texas, un adattamento televisivo ambientato in Texas e diretto da Uli Edel, con Patrick Stewart nella parte di John Lear.
- 2008 - Re Lear, con Ian McKellen nel ruolo di Re Lear e Jonathan Hyde nel ruolo del duca di Kent.
- 2018 - King Lear, film TV diretto da Richard Eyre, con Anthony Hopkins nel ruolo di Lear e Emma Thompson nella parte di Goneril